# Верхняя Кугульта
Ве́рхняя Кугульта́ — посёлок в Грачёвском районе (муниципальном округе) Ставропольского края России.

## География
Расстояние до краевого центра: 47 км.
Расстояние до районного центра: 16 км.

## История
В 1972 году Указом Президиума ВС РСФСР посёлок отделения № 1 совхоза «Грачевский» переименован в Верхняя Кугульта.
До 16 марта 2020 года посёлок входил в упразднённый Кугультинский сельсовет.

## Население
| 1989 | 2002 | 2010 | 2014 |
| ---- | ---- | ---- | ---- |
| 975  | ↘954 | ↘891 | ↗900 |

По данным переписи 2002 года в национальной структуре населения преобладают русские (87 %).

## Инфраструктура
- Культурно-досуговый центр. Открыт 8 октября 1957 года как Дом культуры совхоза «Грачевский»[9]
- Фельдшерско-акушерский пункт[10]

## Образование
- Детский сад № 3
- Средняя общеобразовательная школа № 9. Открыт 1 сентября 1961 года[11]

## Люди, связанные с посёлком
- Хмелин Гавриил Дмитриевич (1925) — участник Великой Отечественной войны 1941—1945 гг., награждён орденами Отечественной войны I степени и Славы III степени[12]